# François Chazel
François Chazel, né le 10 décembre 1937 à Paris et mort le 14 août 2022 à Saint-Agrève, est un sociologue français, professeur émérite de sociologie à l'université Paris-Sorbonne.  De 1997 à 2006, il y a dirigé l'Institut des sciences humaines appliquées (ISHA). 

## Biographie
François Chazel est élève aux lycées Buffon, Jacques-Decour et Louis-Le-Grand puis intègre l’École normale supérieure ; il obtient, en 1961, l’agrégation de lettres classiques puis il se tourne vers les études de sciences sociales. Après avoir accompli le service militaire, il est accueilli à la Fondation Thiers (1964‑1967). Il passe une année à université Harvard qui le conduit à préparer une thèse de doctorat d’État sur La Théorie analytique de la société dans l’œuvre de Talcott Parsons, qu'il soutient en 1972. Elle est publiée en 1974. 
Sa carrière universitaire débute à Bordeaux en octobre 1966 en qualité de maître-assistant et se poursuit, en 1976, comme professeur jusqu’à octobre 1990. Il intègre ensuite l’université Paris-Sorbonne (Paris-IV) où il dirige  l’UFR Institut des sciences humaines appliquées de 1997 jusqu’à son départ à la retraite en 2006. Il intègre le Groupe d’étude des méthodes de l’analyse sociologique (GEMAS), unité mixte de recherche associant l’université Paris-Sorbonne et le Centre national de la recherche scientifique (CNRS). 
Il est membre des comités de rédaction de L'Année sociologique de 1979 à 2006 et de la Revue française de sociologie de 1970 à 2010, président de la Société française de sociologie de 1987 à 1992. En 2002 il est élu à l’Academia Europaea.
Son champ de recherche  est résumé par Jean-Paul Callède :  " Ses axes de recherche peuvent être énumérés comme suit  : revisiter l’œuvre des classiques (notamment Émile Durkheim et Max Weber) ou celle d’un sociologue contemporain ambitionnant d’élaborer une théorie générale (Talcott Parsons), repérer des influences et des emprunts éclairants d’un auteur à un autre, contribuer à la clarification des concepts principaux en sociologie, développer une analyse critique des procédés d’argumentation et d’explication à propos d’un thème donné. ". Au cours de sa carrière universitaire il a dirigé 31 thèses.

## Publications
- Théorie sociologique, co-auteur : Pierre Birnbaum, Paris, 1975, Presses universitaires de France, coll. Thémis. Sciences sociales, 598 p.
- Durkheim : les règles de la méthode sociologique, Paris, 1975, Hatier, 95 p.
- Aux fondements de la sociologie. Presses Universitaires de France, « Sociologies », 2000,  (ISBN 978-2-13050138-1).lire en ligne sur Gallica
- Cognition et sciences sociales. La dimension cognitive dans l'analyse sociologique co-auteurs :Raymond Boudon, Alban Bouvier, Presses Universitaires de France, 235 p.
- La Sociologie analytique de Talcott Parsons, préface de Pierre Demeulenaere, 2011, PUPS, 232 p. (ISBN 978-2-84050-762-8)
- Mobilisation des ressources  Dans Dictionnaire des mouvements sociaux Presses de Sciences Po, 2020
- Épilogue. Les voies divergentes de la réception de Durkheim et de Weber Deux parcours contrastés de l’accession au statut de « classique » dans Durkheim aujourd'hui Presses Universitaires de France, 2018
- Du pouvoir à la contestation,  Paris, 2003,  LGDJ : Maison des sciences de l'homme, 199 p.  (ISBN 2-275-02396-8)
- Comment lire Les Règles de la méthode sociologique aujourd’hui ?  dans Durkheim fut-il durkheimien ? Armand Colin, 2011
- L’entrée de Pareto dans la sociologie américaine et son appropriation sélective par Talcott Parsons et George Homans dans Pareto aujourd'hui Presses Universitaires de France, 1999

Par ailleurs François Chazel a publié de nombreux articles publiés dans la Revue française de science politique, la Revue française de sociologie, la Revue européenne des sciences sociales,  L'Année sociologique, Droit et Société...